# Robert Homburg

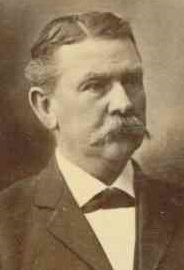
Robert Homburg (1902)

Robert Homburg (* 10. März 1848 in Braunschweig, Herzogtum Braunschweig; † 23. März 1912 in Medindie, Stadtteil von Adelaide in South Australia) war ein deutsch-australischer Richter, Politiker und Minister.
Homburg war der erste Migrant nichtbritischer Herkunft, der als Richter an den Supreme Court, das höchste Gericht South Australias, berufen wurde.

## Leben
Robert Homburgs Vater war Wilhelm Homburg, ein Getreidehändler, der 1853 von Braunschweig aus zur Goldsuche nach Victoria auswanderte. Willhelm Homburgs Frau Caroline Magdalene Pauline, geborene Schumacher, und seine Kinder folgten ihm zwölf Monate später nach Australien. 1856 zog die Familie nach Tanunda in South Australia. Dort erhielt Robert Homburg in der English-German Educational Institution Unterricht.
Am 30. April 1873 heiratete Robert Homburg Emilie Peters in Angaston. Nachdem seine erste Frau gestorben war, heiratete er am 16. Oktober 1882 in Adelaide Johanne Elisabeth Fischer.
Homburg war der Musik, Literatur und Kunst zugewandt. Er war kein strenggläubiger Lutheraner, dennoch war er bei den Pastoren anerkannt.

## Berufliches und politisches Leben
Nach seiner Ausbildung war Homburg bei einem Grundstücksmakler angestellt. Ab 1867 war bei dem Juristen und Minister James Penn Boucaut in der Ausbildung. Danach arbeitete er in der Rechtsanwaltskanzlei von John William Downer, der im Juni 1885 zum 16. Premierminister von South Australia gewählt wurde. 1874 wurde Homburg als Rechtsanwalt zugelassen.
Ab 1880 erfolgte Homburgs Wahl zum Präsidenten des German Clubs in Adelaide, in dem die wohlhabende und konservative deutsche Einwanderungsgesellschaft die deutsche Kultur pflegte. 1883 wurde seinem Antrag auf Einwanderung stattgegeben. 1884 wurde Homburg für den Wahlkreis Gumeracha ins Unterhaus von South Australia gewählt. Diesen Abgeordnetensitz hatte er bis ins Jahr 1902 inne, anschließend einen Sitz bis 1905 für den Wahlbezirk Murray.
Robert Homburg war von 1890 bis 1892 Generalbundesanwalt und Bundesjustizminister unter Premierminister Thomas Playford II. Das gleiche Amt hatte er unter Premierminister John William Downer von 1892 bis 1893 und unter Premierminister John Greeley Jenkins von 1904 bis 1905 inne.
Im Jahr 1905 wurde Homburg zum Richter am höchsten Gericht von South Australia ernannt. Er war der erste Richter, der als Migrant nichtbritischer Herkunft diesen hohen Posten bekleidete. Er war in der Öffentlichkeit allerdings umstritten, weil er als Politiker auf diesen juristischen Posten wechselte. Aus unterschiedlichen Quellen lässt sich allerdings schließen, dass der unausgesprochene Grund dieser Kritik in seiner Herkunft lag. Allerdings überzeugte er seine Kritiker durch unbestechliche Integrität, Unparteilichkeit und Mitgefühl. Er gilt als eine der ersten Persönlichkeiten, die im öffentlichen Leben die Kluft zwischen britischer und nichtbritischer Kultur überwinden half.

## Nachkommen
Robert Homburgs ältester Sohn Hermann Homburg (1874–1964) war Rechtsanwalt. Er war von 1912 bis 1915 und 1927 bis 1930 Minister sowie in mehreren Legislaturperioden Mitglied in Unterhaus von South Australia.
Robert Homburgs zweiter Sohn (1875–1948) wurde Richter und Politiker. Er war Mitglied im Unterhaus von South Australia für den Wahlkreis Burra Burra.